# Natació al Campionat del Món de natació de 2013 – 200 m lliures femení
Els 200 metres lliures femení es van celebrar entre el 30 i el 31 de juliol al Palau Sant Jordi a Barcelona.

## Rècords
Els rècords del món abans de començar la prova:
| Rècord del món       | Federica Pellegrini, Itàlia | 1:52.98 | Roma, Italia | 29 de juliol de 2009 |
| Rècord del campionat | Federica Pellegrini, Itàlia | 1:52.98 | Roma, Italia | 29 de juliol de 2009 |

## Resultats
NR: Rècord Nacional
SA: Rècord Sud-americà
DNS: No presentat

### Sèries
| Posició | Sèrie | Carrer | Nom                     | País            | Temps   | Notes |
| ------- | ----- | ------ | ----------------------- | --------------- | ------- | ----- |
| 1       | 5     | 4      | Camille Muffat          | França          | 1:56.53 | Q     |
| 2       | 4     | 3      | Katinka Hosszú          | Hongria         | 1:56.73 | Q     |
| 3       | 5     | 5      | Federica Pellegrini     | Itàlia          | 1:56.79 | Q     |
| 4       | 5     | 6      | Charlotte Bonnet        | França          | 1:56.82 | Q     |
| 5       | 4     | 4      | Missy Franklin          | Estats Units    | 1:56.90 | Q     |
| 6       | 3     | 6      | Melanie Costa           | Espanya         | 1:57.01 | Q     |
| 7       | 3     | 4      | Bronte Barratt          | Austràlia       | 1:57.14 | Q     |
| 8       | 4     | 6      | Femke Heemskerk         | Països Baixos   | 1:57.44 | Q     |
| 9       | 4     | 5      | Sarah Sjöström          | Suècia          | 1:57.64 | Q     |
| 10      | 3     | 5      | Kylie Palmer            | Austràlia       | 1:57.67 | Q     |
| 11      | 4     | 7      | Shannon Vreeland        | Estats Units    | 1:58.08 | Q     |
| 12      | 4     | 2      | Alice Mizzau            | Itàlia          | 1:58.10 | Q     |
| 13      | 3     | 3      | Michelle Coleman        | Suècia          | 1:58.17 | Q     |
| 14      | 3     | 2      | Qiu Yuhan               | R.P. de la Xina | 1:58.38 | Q     |
| 15      | 5     | 8      | Samantha Lucie-Smith    | Nova Zelanda    | 1:58.87 | Q     |
| 16      | 5     | 2      | Barbara Jardin          | Canadà          | 1:58.93 | Q     |
| 17      | 5     | 0      | Chihiro Igarashi        | Japó            | 1:59.00 |       |
| 18      | 3     | 1      | Viktoriya Andreyeva     | Rússia          | 1:59.02 |       |
| 19      | 3     | 8      | Karin Prinsloo          | Sud-àfrica      | 1:59.15 |       |
| 20      | 5     | 3      | Veronika Popova         | Rússia          | 1:59.31 |       |
| 21      | 5     | 7      | Samantha Cheverton      | Canadà          | 1:59.43 |       |
| 22      | 3     | 0      | Manuella Lyrio          | Brasil          | 1:59.52 | SA    |
| 23      | 4     | 1      | Patricia Castro         | Espanya         | 2:00.36 |       |
| 24      | 4     | 8      | Nina Rangelova          | Bulgària        | 2:00.41 |       |
| 25      | 5     | 1      | Eleanor Faulkner        | Regne Unit      | 2:00.56 |       |
| 26      | 3     | 7      | Shen Duo                | R.P. de la Xina | 2:00.82 |       |
| 27      | 2     | 4      | Natthanan Junkrajang    | Tailàndia       | 2:01.02 |       |
| 28      | 4     | 9      | Alexandra Wenk          | Alemanya        | 2:01.60 |       |
| 29      | 3     | 9      | Quah Ting Wen           | Singapur        | 2:02.57 |       |
| 30      | 5     | 9      | Liliana Ibáñez          | Mèxic           | 2:02.61 |       |
| 31      | 2     | 6      | Julia Hassler           | Liechtenstein   | 2:02.76 |       |
| 32      | 2     | 2      | Jūratė Ščerbinskaitė    | Lituània        | 2:03.88 |       |
| 33      | 4     | 0      | Sze Hang Yu             | Hong Kong       | 2:04.19 |       |
| 34      | 2     | 3      | Eygló Ósk Gústafsdóttir | Islàndia        | 2:04.66 |       |
| 35      | 2     | 7      | Pamela Benitez          | El Salvador     | 2:05.43 |       |
| 36      | 2     | 8      | Elisbet Gamez           | Cuba            | 2:05.54 |       |
| 37      | 2     | 1      | Andrea Cedrón           | Perú            | 2:08.14 |       |
| 38      | 2     | 9      | Maria Lopez Nery        | Paraguai        | 2:09.81 | NR    |
| 39      | 1     | 5      | Matelita Buadromo       | Fiji            | 2:12.31 |       |
| 40      | 2     | 0      | Gabrielle Ponson        | Aruba           | 2:13.01 |       |
| 41      | 1     | 4      | Alexis Clarke           | Barbados        | 2:14.44 |       |
| 42      | 1     | 3      | Yara Lima               | Angola          | 2:16.01 |       |
| 43      | 1     | 6      | Sofia Shah              | Nepal           | 2:31.79 | NR    |
| 44      | 1     | 2      | Aminath Shajan          | Maldives        | 2:32.05 |       |
| 45      | 2     | 5      | Sycerika McMahon        | Irlanda         |         | DNS   |

### Semifinals

#### Semifinal 1
| Posició | Carrer | Nom              | País            | Temps   | Notes |
| ------- | ------ | ---------------- | --------------- | ------- | ----- |
| 1       | 3      | Melanie Costa    | Espanya         | 1:56.19 | Q     |
| 2       | 2      | Kylie Palmer     | Austràlia       | 1:56.53 | Q     |
| 3       | 5      | Charlotte Bonnet | França          | 1:56.63 | Q     |
| 4       | 4      | Katinka Hosszú   | Hongria         | 1:56.80 |       |
| 5       | 6      | Femke Heemskerk  | Països Baixos   | 1:56.98 |       |
| 6       | 7      | Alice Mizzau     | Itàlia          | 1:58.05 |       |
| 7       | 8      | Barbara Jardin   | Canadà          | 1:58.66 |       |
| 8       | 1      | Qiu Yuhan        | R.P. de la Xina | 1:59.20 |       |

#### Semifinal 2
| Posició | Carrer | Nom                  | País         | Temps   | Notes |
| ------- | ------ | -------------------- | ------------ | ------- | ----- |
| 1       | 5      | Federica Pellegrini  | Itàlia       | 1:55.78 | Q     |
| 2       | 3      | Missy Franklin       | Estats Units | 1:56.05 | Q     |
| 3       | 4      | Camille Muffat       | França       | 1:56.28 | Q     |
| 4       | 2      | Sarah Sjöström       | Suècia       | 1:56.38 | Q     |
| 5       | 7      | Shannon Vreeland     | Estats Units | 1:56.76 | Q     |
| 6       | 1      | Michelle Coleman     | Suècia       | 1:56.90 |       |
| 7       | 6      | Bronte Barratt       | Austràlia    | 1:57.18 |       |
| 8       | 8      | Samantha Lucie-Smith | Nova Zelanda | 1:59.26 |       |

### Final
| Posició | Carrer | Nom                 | País         | Temps   | Notes |
| ------- | ------ | ------------------- | ------------ | ------- | ----- |
| 1       | 5      | Missy Franklin      | Estats Units | 1:54.81 |       |
| 2       | 4      | Federica Pellegrini | Itàlia       | 1:55.14 |       |
| 3       | 6      | Camille Muffat      | França       | 1:55.72 |       |
| 4       | 2      | Sarah Sjöström      | Suècia       | 1:56.63 |       |
| 5       | 3      | Melanie Costa       | Espanya      | 1:57.04 |       |
| 6       | 7      | Kylie Palmer        | Austràlia    | 1:57.14 |       |
| 7       | 8      | Shannon Vreeland    | Estats Units | 1:57.41 |       |
| 8       | 1      | Charlotte Bonnet    | França       | 1:57.56 |       |